# افسون‌شده (فیلم ۱۹۳۲)
افسون‌شده (انگلیسی: Hypnotized) یک فیلم کمدی آمریکایی به کارگردانی مک سنت است که در سال ۱۹۳۲ منتشر شد.

## بازیگران
- چارلز ماری
- ارنست تورنس
- والاس فورد
- ماریا آلبا
- هرمن بینگ
- مت مک‌هیو
- لوئیس آلبرنی
- الکساندر کار
- مارجوری بیبی
- جرج موران